# Hetzleser Berg
Der Hetzleser Berg ist ein im Nordwesten der Gräfenberger Flächenalb gelegener Zeugenberg.

## Geografie
Der Berg liegt ca. 13 km nordöstlich von Erlangen, am südwestlichen Rand der Fränkischen Schweiz. Er ist etwa fünf Kilometer lang und bis zu zwei Kilometer breit, die höchste Erhebung befindet sich mit 549,3 m ü. NHN an der Nordwestecke. Mit Ausnahme der Südostflanke sind alle Abhänge mehr oder weniger dicht bewaldet, das durchschnittlich 548 Meter hoch gelegene Gipfelplateau weist nahezu keinen Baumbestand auf.
Der Berg entstand durch eine tektonische Verschiebung und besteht aus Schichten, die die drei Juraformationen Lias, Dogger und Malm umfassen. Die Aufschlüsse sind am ehemaligen Steinbruch Biermaier sichtbar.:8
An der Westflanke des Berges entspringen zahlreiche Bachläufe, wie der Haarbach, der Schlierbach und die Reppach, die alle das Gebiet nach Süden hin zur Schwabach als Vorfluter entwässern.
Im südlichen Bereich des Gipfelplateaus liegt der Flugplatz Hetzleser Berg, am Osthang der jüdische Friedhof am Heinbühl aus dem 17. Jahrhundert.:6

## Geschichte
Auf der Hochfläche des Hetzleser Berges befand sich eine ca. 41 Hektar große Höhensiedlung vor- und frühgeschichtlicher Zeitstellung.:5 Durch die exponierte und strategisch günstige Lage sind von dort aus sowohl die Täler der Schwabach als auch der Regnitz und der Wiesent einsehbar. Die Lage kam auch einer Burg des frühen Mittelalters zugute, deren untertägige Reste ebenfalls als Bodendenkmal geschützt sind.
Am Südwesthang, unterhalb des Burgstalles, wurde 1987 ein etwa 17 ha großer Streifen als das Naturschutzgebiet Laubmischwald am Hetzleser Berg ausgewiesen.

## Fauna und Flora
Große Flächen des Hetzleser Berges sind als Fauna-Flora-Habitate ausgewiesen. Hervorzuheben und schutzwürdig sind Kopfeichen, Streuobstwiesen sowie insbesondere Insektenpopulationen, bspw. des Hirschkäfers und seltene Schmetterlingsarten. Im Bereich der Quellen gibt es die Schmale Windelschnecke, die Gelbbauchunke und die seltenen Steinkrebse.